# NGC 823
NGC 823 je galaksija u zviježđu Kemijska peć.

## Vanjske poveznice
- SEDS: NGC 823